# دریاچه قالقامان
دریاچه قالقامان (قزاقی: Қалқаман) یک دریاچه در استان پاولودار کشور قزاقستان است.